# Aleh Butkiewicz
Mons. Aleh Butkiewicz (* 18. března 1972, Braslaŭ) je běloruský římskokatolický kněz a biskup Vitebsku.

## Život
Narodil se 18. března 1972 v Braslaŭi. Po absolvování maturity studoval na Státní technicko-zemědělské univerzitě v Bělorusku, kde roku 1994 získal akademický titul v oboru strojírenství. Poté vstoupil do Vyššího semináře v Grodnu a dne 13. května 2000 byl vysvěcen na kněze. Stal se farním vikářem v Navapolacku a poté farářem v Bješankovičy. Roku 2003 byl jmenován farářem farnosti svatého Antonína z Padovy ve Vitebsku a diecézním vikářem severu.
Dne 29. listopadu 2013 jej papež František ustanovil diecézním biskupem Vitebsku. Biskupské svěcení přijal 18. ledna 2014 z rukou arcibiskupa Claudia Gugerottiho a spolusvětiteli byli arcibiskup Tadeusz Kondrusiewicz a biskup Aleksander Kaszkiewicz.
Kromě toho že mluví bělorusky ovládá ruštinu a polštinu.